# 鄭智鉉
鄭智鉉（チョン・ジヒョン、정지현, Ji-Hyun Jung, 1983年3月26日 - ）は、大韓民国のレスリング選手。2004年アテネオリンピックレスリンググレコローマンスタイル60kg級の金メダリストである。